# Trabanta ignobilis
Trabanta ignobilis är en fjärilsart som beskrevs av Holland 1893. Trabanta ignobilis ingår i släktet Trabanta och familjen tandspinnare. Inga underarter finns listade i Catalogue of Life.